# Ekwesh
Ekwesh/Eqwesh (Ikwš), também conhecidos como Ecues, Acauasa (Akawasha) e Acaiuasa (Akaiwasha), foram um povo que teria habitado uma região próxima à Líbia ou a Oeste do delta do rio Nilo. São considerados como parte dos Povos do Mar que foram responsáveis pela destruição do Império Hitita e de vários centros do Antigo Oriente Próximo. Relatos sobre esse povo aparecem em textos egípcios por terem feito vários saques ao Egito. Pesquisas dizem que seriam apenas uma subdivisão do Reino de Ahhiyawa ou dos Micênidos (aos quais Ahhiyawa também era talvez associado).[carece de fontes?] Os Ekwesh foram identificados pela primeira vez por Emmanuel de Rougé em 1867.

## História

### Origem
A origem dos Ekwesh é desconhecida, mas é possível que a formação de vários povos do mar, incluindo os Ekwesh, tenha ocorrido por meio de mobilizações motivadas por uma seca. Tal seca também teria motivado os ataques dos Dórios à Grécia. Foi em 1 208 a.C. que os Ekwesh teriam se reunido com Dania, Luca e Tjekker (outros povos do mar) e feito saques ao Egito.[carece de fontes?]

### Participação na Guerra de Troia
Os principais participantes da Guerra de Troia são os aqueus, os dânaos e os troianos. Na Estela de Merneptá e na Grande Inscrição de Carnaque, eles são mencionados como Ekwesh, Dania e Tjekker, respectivamente, mostrando possibilidade do envolvimento de Reinos da Ásia e da África no conflito. Isso teria explicado o fato de Helena de Troia ter permanecido no Egito durante o conflito.[carece de fontes?] De certa forma, houve a participação de Povos do Mar (Piratas) em todo o conflito.

### Captura
As associações dos Ekwesh aos Micênicos se tornam duvidosas no período da captura desses povos do mar. Teriam sido mortos 9000 soldados de Ekwesh e, dos que não foram mortos, 6000 foram levados como prisioneiros. Para que o faraó pudesse fazer a contagem de baixas desse povo do mar, os pénis dos mortos circuncidados foram cortados. Para os circuncidados, o corte foi feito nas mãos. Em outros relatos, os números diferem, tornando duvidosa a conexão com os gregos.[carece de fontes?]